# Teorema de Linnik
Em teoria analítica dos números o Teorema de Linnik é uma resposta a uma questão sobre Teorema de Dirichlet sobre progressões aritméticas. Ele afirma que existem números positivos c e L tais que, se representarmos p(a,d) o menor primo em progressão aritmética
{\displaystyle a+nd,\ }
onde n percorre o conjunto dos inteiros positivos; e a e d são quaisquer inteiros co-primos no intervalo 1 ≤ a ≤ d - 1, então:
{\displaystyle p(a,d)<cd^{L}.\;}
O teorema tem este nome devido a Yuri Vladimirovitch Linnik, que o provou em 1944. Embora a prova de Linnik mostrasse que c e L serem efetivamente computáveis, ele não forneceu valores numéricos para eles.

## Propriedades
Sabe-se que para L ≤ 2 para quase todos os inteiros d.
Na hipótese generalizada de Riemann pode-se mostrar que
{\displaystyle p(a,d)\leq (1+o(1))\varphi (d)^{2}\ln ^{2}d\;,}
onde {\displaystyle \varphi } é a função totiente.
Há ainda uma conjectura de que:
{\displaystyle p(a,d)<d^{2}.\;} 

## Limites paraL
A constante L é chamada de constante de Linnik e a tabela a seguir mostra o progresso que tem sido feito em determinar seu tamanho.
| L ≤   | Ano de publicação | Autor                                                |
| 10000 | 1957              | Pan                                                  |
| 5448  | 1958              | Pan                                                  |
| 777   | 1965              | Chen                                                 |
| 630   | 1971              | Jutila                                               |
| 550   | 1970              | Jutila                                               |
| 168   | 1977              | Chen                                                 |
| 80    | 1977              | Jutila                                               |
| 36    | 1977              | Graham                                               |
| 20    | 1981              | Graham (submetido antes do trabalho de Chen de 1979) |
| 17    | 1979              | Chen                                                 |
| 16    | 1986              | Wang                                                 |
| 13.5  | 1989              | Chen and Liu                                         |
| 8     | 1990              | Wang                                                 |
| 5.5   | 1992              | Heath-Brown                                          |
| 5.2   | 2009              | Xylouris                                             |
| 5     | 2011              | Xylouris                                             |

Além disso, no resultado de Heath-Brown', a constante c é efetivamente computável.